# «Голубой» период Пикассо
Голубой период (исп. Período Azul) — термин, используемый для обозначения картин, написанных испанским художником Пабло Пикассо в период с 1901 по 1904 год. В то время он писал по большей части монохромные картины в оттенках голубого и зелёно-голубого с редким добавлением тёплых тонов. Эти мрачные картины были вдохновлены Испанией и написаны в Барселоне и Париже. На сегодня они являются одними из самых популярных работ художника, хотя в то время ему с трудом удавалось продавать их.